# Bokel (Beverstedt)
Bokel – dzielnica gminy Beverstedt w Niemczech, w kraju związkowym Dolna Saksonia, w powiecie Cuxhaven. Do dnia 31 października 2011 była to gmina, wchodząca w skład gminy zbiorowej Beverstedt.